# نهاد فتوح
نهاد فتوح (1960 -) هي مغنية لبنانية معتزلة.

## حياتها ومسيرتها
- نهاد محمد علي فتوح ولدت في بيروت سمة 1960 وهي إبنة المطربة سعاد محمد[1] والشاعر الغنائي والصحفي محمد علي فتوح.[2]
- عاشت بسوريا وتعلمت واستقرت هناك وكانت تنشد من أغاني لسيد درويش ، مما جعل والدتها تتنبه لموهبة ابنتها وحذرتها من الخوض بالعمل الفني.
- دخلت عالم الفن لشدة تأثرها بوالدتها، لكن شهرة سعاد كانت قد سبقت ابنتها بسنوات.[3]
- اشتركت في برنامج ستديو الفن 1974 ونالت الميدالية الذهبية عن فئة الطرب.
- شجعها والدها بينما عارضت والدتها، لكنها صممت المضي بطريقها الفني وسجلت ثلاث أغنيات في مصر وعادت الى لبنان.[4]
- رغم نجاح نهاد في ثمانينيات القرن العشرين، أعلنت اعتزالها.[5]
- بعد 20 عاما في عالم الغناء وأكثر من يزيد عن 200 أغنية، اعتزلت نهاد وتحجبت وندمت على سنوات الفن.[6]
- تزوجت مرتين، الأولى من حسان ولها منه ابنتين هبة وآية، والزيجة الثانية من فادي عكاوي، تعيش الآن بعد الاعتزال مع أحفادها في هولندا.

## أعمالها
غنت الكثير من الأغنيات لعل أشهرها هي:من أغنياتها نذكر:
- توبة يا شوق
- اسأل عني كل الناس
- بالليالي الليالي
- حلفتك
- سلملي عالحبايب
- السنين عدت
- حبيبي يا قمر
- لو غربوني
- خايفة
- كلمني
- صدقوني
- يا حنين
- الورد فتح
- هلت لياليك
- بتفكر في إيه
- بعدتنا السنين
- مين يصدق

تعاونت مع العديد من الكتاب والشعراء والملحنين نذكر منهم .. حلمي بكر .. فاروق سلامة .. نبيل غزاوي .. وجدي شيا .. سامي الحفناوي .. حسن سعد .. محمد الدسوقي الشهاوي .. سمير الطائر .. محمد القصاص .. وغيرهم الكثير الكثير ..
- سجلت قبل إعتزالها أغنية وطنية للأردن بعنوان أهداب حبيبي وشاركت أركان فؤاد وهاني شاكر بغناء إحتفالات نصر أكتوبر.